# Futurama
Futurama è una serie animata statunitense ideata da Matt Groening e trasmessa inizialmente da Fox dal 1999 al 2003. In seguito sono stati realizzati due revival, il primo su Comedy Central dal 2008 al 2013 e il secondo su Hulu dal 2023. In Italia, è stata trasmessa in prima visione da Italia 1 e su Disney+. La serie è ambientata nella New York del 31º secolo (chiamata in italiano Nuova New York e in inglese New New York) e racconta le avventure di Philip J. Fry, fattorino di una pizzeria che finisce accidentalmente in una capsula per il sonno criogenico risvegliandosi mille anni dopo, iniziando così una nuova vita nel futuro.
L'elemento caratteristico della serie è rappresentato dalle molte allusioni e parodie ispirate dalla letteratura e cinematografia fantascientifica. Molti spunti umoristici nascono da una visione assurda ed esasperata della tecnologia e di come gli uomini si trovino a convivere con robot e creature aliene che posseggono i loro stessi vizi e virtù.
Negli Stati Uniti, la serie è andata in onda in un primo momento tra il 28 marzo 1999 e il 10 agosto 2003 su Fox. Successivamente, venne rilanciata nel 2007 attraverso quattro film per il mercato home video, che vennero poi proposti da Comedy Central come quinta stagione composta da 16 episodi (2008-2009). In seguito, venne ordinata una sesta stagione di 26 episodi (2010-2011) e una settima, sempre di 26 episodi (2012-2013). Comedy Central non ha rinnovato la serie per un'ottava stagione, e l'ultimo episodio della settima (il centoquarantesimo) è andato in onda il 4 settembre 2013.
Il 9 febbraio 2022 viene annunciato il revival della serie composto da 20 episodi, di cui solo i primi 10 in arrivo dal 24 luglio 2023 (a cadenza settimanale) sulle piattaforme streaming Hulu e Disney+. La divisione in due è nata in seguito allo sciopero degli sceneggiatori (indetto dalla mezzanotte del 2 maggio 2023), che ha portato a rimandare il secondo ciclo di episodi.
L'8 settembre 2023, viene rivelato che il trailer dei successivi 10 episodi della stagione 8 (indicata come dodicesima stagione) sarà presentato durante il New York Comic Con, svoltosi dal 12 al 15 ottobre 2023, oltre a suggerire una trasposizione cinematografica per la serie in un futuro prossimo. Il 2 novembre 2023 Hulu rinnova la serie per altre due stagioni da 10 episodi.

## Trama
New York, 31 dicembre 1999. Il portapizze Philip J. Fry, durante una consegna al laboratorio di criogenia applicata, cade accidentalmente dalla sedia su cui si era seduto pochi secondi prima (dopo aver capito di essere stato fregato), finendo accidentalmente in una delle capsule e rimanendo così congelato per 1000 anni.
Uscito dalla capsula il 31 dicembre 2999, conosce Turanga Leela, impiegata del laboratorio che si occupa di trovare lavoro ai nuovi arrivati tramite il chip carriera (che assegna il lavoro adatto secondo le abilità del soggetto). Leela, analizzando i discendenti di Fry, gli comunica l'esistenza del suo pro-nipote, il Professor Farnsworth. Appena Fry scopre che sarà obbligato a fare il fattorino, mestiere che odia, decide di scappare. Durante la fuga, incontra il robot Bender che diventerà poi il suo migliore amico. Leela riesce infine a ritrovare Fry il quale cede e accetta il lavoro. Anche Leela però riconosce che ciascuno ha il diritto di vivere la vita come vuole e decide di dimettersi anch'essa, perché odia il suo lavoro, e scappa insieme a Fry e Bender. Non sapendo cosa fare, i tre si dirigono dal Professor Farnsworth, scoprendo che è il proprietario di un'azienda di spedizioni spaziali, la Planet Express. Il professore assume Leela come capitano della navetta, Bender come robot tuttofare e Fry come fattorino spaziale. Ironia della sorte perché è lo stesso lavoro che Fry faceva nel vecchio millennio, ma che ciò nonostante lo entusiasma, poiché questa volta è un fattorino "spaziale".
Gli altri dipendenti della Planet Express sono: l'assistente Amy Wong, il medico John Zoidberg, il burocrate Hermes Conrad e il custode Scruffy Scruffington.
Inoltre compare spesso anche Mordicchio, animale domestico di Leela, i cui escrementi sono in realtà carburante per la navetta. Successivamente si scoprirà che è stato proprio lo stesso Mordicchio a portare Fry nell'anno 3000 per salvare la Terra.
La storia di questi personaggi vede un susseguirsi di avventure dovute ai continui viaggi intrapresi nell'universo o a nuove mode presenti nel terzo millennio.

## Episodi
La serie è composta da un totale di nove stagioni. A causa di una diversa numerazione da parte dei vari organi di distribuzione si è però creata una certa confusione. I cofanetti in DVD hanno suddiviso la sesta e la settima stagione in due stagioni ciascuna, non considerando invece la quinta (essendo composta da quattro film), mentre le piattaforme di streaming hanno suddiviso il tutto in dodici stagioni.
Di seguito le tabelle che illustrano le stagioni e la loro suddivisione nei vari cofanetti DVD:

### Stagioni (suddivisione ufficiale)
| Codice | Stagione         | Episodi | Prima TV USA | Prima TV Italia |
| ------ | ---------------- | ------- | ------------ | --------------- |
| 1ACV   | Prima stagione   | 13      | 1999         | 2000            |
| 2ACV   | Seconda stagione | 19      | 1999-2000    | 2000-2002       |
| 3ACV   | Terza stagione   | 22      | 2001-2002    | 2001-2005       |
| 4ACV   | Quarta stagione  | 18      | 2002-2003    | 2003-2004       |
| 5ACV   | Quinta stagione  | 16      | 2008-2009    | 2009-2011       |
| 6ACV   | Sesta stagione   | 26      | 2010-2011    | 2012-2013       |
| 7ACV   | Settima stagione | 26      | 2012-2013    | 2013-2014       |
| 8ACV   | Ottava stagione  | 10      | 2023         | 2023            |
| 9ACV   | Nona stagione    | 10      | 2024         | 2024            |

### DVD
| Stagione | Stagione | Nome release                         | Data di distribuzione | Data di distribuzione | Data di distribuzione                          |
| Stagione | Stagione | Nome release                         | Regione 1             | Regione 2             | Regione 4                                      |
| -------- | -------- | ------------------------------------ | --------------------- | --------------------- | ---------------------------------------------- |
| 1        | 1        | Futurama, Stagione 1                 | 25 marzo 2003         | 28 gennaio 2002       | 27 novembre 2002                               |
| 2        | 2        | Futurama, Stagione 2                 | 12 agosto 2003        | 11 novembre 2002      | 13 maggio 2003                                 |
| 3        | 3        | Futurama, Stagione 3                 | 9 marzo 2004          | 2 giugno 2003         | 24 settembre 2003                              |
| 4        | 4        | Futurama, Stagione 4                 | 24 agosto 2004        | 24 novembre 2003      | 18 febbraio 2004                               |
| 5        | 5        | Il colpo grosso di Bender            | 27 novembre 2007      | 31 marzo 2008         | 5 marzo 2008                                   |
| 5        | 5        | La Bestia con un miliardo di schiene | 24 giugno 2008        | 30 giugno 2008        | 6 agosto 2008                                  |
| 5        | 5        | Il gioco di Bender                   | 4 novembre 2008       | 3 novembre 2008       | 10 dicembre 2008                               |
| 5        | 5        | Nell'immenso verde profondo          | 24 febbraio 2009      | 23 febbraio 2009      | 4 marzo 2009                                   |
| 6        | A        | Futurama, Stagione 5                 | 21 dicembre 2010      | 26 dicembre 2011      | 2 novembre 2011 (DVD) 28 marzo 2012 (Blu-ray)  |
| 6        | B        | Futurama, Stagione 6                 | 20 dicembre 2011      | 24 giugno 2013        | 21 dicembre 2011 (DVD) 28 marzo 2012 (Blu-ray) |
| 7        | A        | Futurama, Stagione 7                 | 11 dicembre 2012      | 21 luglio 2014        | 12 dicembre 2012                               |
| 7        | B        | Futurama, Stagione 8                 | 10 dicembre 2013      | 22 luglio 2017        | 11 dicembre 2013                               |

## Personaggi e doppiatori
- Philip J. Fry, voce originale di Billy West, italiana di Fabrizio Manfredi.
Il protagonista della serie. È un ragazzo di Brooklyn che lavora come fattorino per la Panucci's Pizza. È piuttosto ingenuo, ma anche coraggioso e con un cuore d'oro. La notte di Capodanno del 2000, a causa di un piano progettato dai mordicchiani, perché in futuro dovrà salvare l'universo dai cervelli giganti, mentre consegna una pizza in un laboratorio di criogenia applicata, finisce intrappolato in una capsula e rimane ibernato per mille anni; ironicamente, il suo successivo impiego è quello di fattorino per la ditta di spedizioni intergalattiche Planet Express, il cui proprietario è il suo lontanissimo nipote Hubert Farnsworth. Nel futuro divide un appartamento con il collega e amico Bender, un robot, ma la maggior parte della sua giornata la passa negli uffici della ditta. La sua esclamazione tipica è «che fissa!». La "J" nel suo nome, così come per quella di Homer J. Simpson della serie I Simpson, è un omaggio dell'autore all'animatore e produttore Jay Ward.
- Turanga Leela, voce originale di Katey Sagal, italiana di Pinella Dragani (st. 1-7) e Tiziana Avarista (st. 8+).
La co-protagonista, capitano della navetta della Planet Express. Afferma di essere l'ultima esponente della sua razza: i "monocoli" (si scoprirà invece che è figlia di due degli umani mutanti che vivono nelle fogne di Nuova New York). Dopo un'infanzia difficile a causa del suo unico occhio, le rimangono dei problemi nei rapporti interpersonali. È una ragazza molto attraente ed è alla costante ricerca dell'uomo giusto per lei. Forte e autoritaria, è innamorata di Fry (che corrisponderebbe il suo amore), ma non lo dà a vedere; ha avuto una storia "non voluta" con Zapp Brannigan. Leela è anche una grande esperta di ogni tipo di arti marziali. In Italia il nome Turanga, in alcuni episodi, è stato modificato in "Sora", per creare un gioco di parole che da "Sora Leela" facesse riferimento al personaggio della "Sora Lella". La scelta si è scontrata con le puntate seguenti, dove il nome Turanga le è stato ridato per ovvie esigenze di sceneggiatura. Il nome di questo personaggio è un omaggio all'unica sinfonia scritta dal compositore francese Olivier Messiaen: la Sinfonia Turangalîla. La pronuncia in inglese del nome Leela è infatti 'Lila'. Turangalîla è l'unione di due parole in sanscrito e significa canto d'amore.
- Bender Piegatore Rodríguez[27] (in originale: Bender Bending Rodríguez), voce originale di John DiMaggio, italiana di Dario Penne (ep. 1-7×13), Paolo Buglioni (ep. 7×14-7×26) e Carlo Valli (st. 8+).
Un robot costruito in una fabbrica di Tijuana secondo un modello creato dal professor Farnsworth[28] con funzione di "piegatore" ed è il migliore amico di Fry. La sua origine "a sud del confine" dà origine a un gioco di accostamenti fra la reputazione "peccaminosa" della cittadina natale e l'espressione inglese have a bender, che significa "prendersi una sbronza", come testimonia la passione del robot per l'alcol, la robopornografia e attività illecite (compreso il furto). È costituito dal 40% di zinco e 40% di titanio (anche se nel corso delle puntate dichiarerà più volte di essere al 40% di altri materiali e al 30% anche di ferro[29]). Ha frequentato la facoltà per piegatori all'Università marziana ed è specializzato in raddrizzamento dei materiali. Viene assunto dalla Planet Express prima come tuttofare e successivamente anche come cuoco d'astronave, anche se la sua totale inettitudine fra i fornelli ha provocato più di un danno. Nonostante il suo lavoro principale sia quello di piegare spesse travi, una gag che lo riguarda è quella di poter essere utilizzato come ogni tipo di utensile e elettrodomestico: forno a microonde, scaldabagno, macchina da presa, calcolatrice, distributore automatico, barbecue, tritatutto, videoproiettore, registratore, campana, motore, pentola, ecc. Ogni volta che entra in contatto con una calamita il campo magnetico danneggia i suoi circuiti, facendogli perdere le inibizioni e trasformandolo in cantante folk.[30] Malgrado dica di odiare gli esseri umani, si è affezionato ai suoi colleghi e li ha salvati in più di un'occasione. Ha bisogno di ingenti quantità di alcolici per alimentare le sue batterie; quando non beve i suoi riflessi si appannano, la sua voce diventa assopita e trascinata e gli si crea un velo di ruggine attorno alla bocca che gli dà un'aria sciatta e trasandata (praticamente l'astinenza da alcol produce in lui i sintomi del doposbronza per gli umani, quel che i suoi amici definiscono essere "sobrio fradicio"). Il suo attore preferito è Calculon, protagonista della soap opera Tutti i miei circuiti.[31] È appassionato anche dei programmi di cucina condotti dal cuoco nettuniano Elzar. Vive in un edificio per soli robot, in un appartamento composto da una minuscola stanza, in cui abita lui, e uno "sgabuzzino" grande quanto un appartamento, con vista sulla città, nel quale vive Fry. Matt Groening ha dichiarato che il nome di Bender è dovuto a John Bender, personaggio del film Breakfast Club.
- Hubert J. Farnsworth, voce originale di Billy West, italiana di Sergio Graziani (st. 1-5) e Mino Caprio (st. 6+).
Il proprietario della Planet Express, nonché pronipote di Fry. Nato nel 2841, all'inizio della serie ha 159 anni ma, incombendo il suo 160º compleanno, ne dichiara 150 per evitare di essere catturato dalla "Squadra del Tramonto", che prende tutti i 160enni e li trasporta su un apposito pianeta-ospizio facendoli poi vivere in una realtà simulata.[32] Farsnworth è di salute cagionevole e le sue ossa non reggono i lavori più elementari. Professore di "matematica dei neutroni quantici" presso l'Università marziana[33] e membro più anziano dell'accademia delle scienze, è inoltre grande inventore dai risultati contrastanti: parecchie sue invenzioni sono geniali e risolvono molti problemi, altre sono disastrose e ne creano di nuovi. In una puntata si scopre essere l'ideatore del progetto sulla cui base sono stati costruiti tutti i robot della Terra. Il suo personaggio è ricalcato e ironizza sullo stereotipo popolare dello scienziato pazzo. La sua passione è quella di spedire il suo equipaggio in giro per i pianeti più pericolosi dell'universo. Per questo motivo ha perso l'equipaggio precedente della navetta (divorati da una vespa spaziale). Ha clonato se stesso[34] per avere un successore, generando Cubert (che si pronuncia come Q*bert, celebre videogame degli anni ottanta che compare anche nell'episodio 3x18 Il gioco del Se fossi 2). Inoltre egli, come da lui esclamato in vari episodi della serie, ha la sua miglior invenzione rappresentata dallo sniffoscopio, un telescopio capace di far annusare l'odore di qualsiasi oggetto in qualsivoglia parte dell'universo. L'oggetto, contribuisce al ritrovamento del suo stesso creatore, rapito dai robot della "Squadra del Tramonto",[34] riuscendo a individuare "l'odore di vecchio" in un pianeta, nel quale tutti gli anziani venivano depositati. Il professor Farnsworth è stato amante di Mamma, anziana e spietata proprietaria della maggiore (nei fatti monopolista) compagnia produttrice di prodotti per robot.[28] Il nome del professore è stato ispirato a Matt Groening dalla figura di Philo Farnsworth, lo scienziato che fu tra i pionieri nello sviluppo della trasmissione televisiva.
- Hermes Conrad, voce originale di Phil LaMarr, italiana di Simone Mori.
Un burocrate di livello 36, poi degradato a 38 per eccessivo zelo, e successivamente promosso a 37 (il massimo è 1.0, mentre il Grande Burocrate corrisponde al livello 0). Ha la burocrazia nel sangue e si occupa dell'amministrazione finanziaria e del personale. Le sue peculiarità sono la pignoleria, l'ordine, la puntualità, il rispetto delle norme e dei regolamenti, la pianificazione e l'economia; queste sue caratteristiche raggiungono spesso apici ossessivi. Hermes è sposato con la bellissima LaBarbara, da cui ha avuto un figlio di nome Dwight che si appresta a seguire le orme del padre. Nonostante sia un individuo molto corpulento, Hermes è campione di limbo: ha rappresentato la Terra nelle Olimpiadi del 2980; ha abbandonato però lo sport quando un ragazzino, cercando di imitarlo, morì rompendosi la colonna vertebrale, tuttavia continua a praticare il limbo come attività amatoriale. Successivamente, nel 3004, prese parte ancora all'olimpiade poiché la squadra del suo paese era rimasta bloccata in aeroporto, e lui era l'unico disponibile; seppur fuori allenamento, grazie a un'invenzione del professore, riuscì a iniziare la gara e a raggiungere la vetta, fino a quando, all'ultimo limbo, venne squalificato. Questo suo talento nel limbo si rivelò inoltre provvidenziale quando lui e i suoi colleghi dovettero raggiungere le navette di salvataggio del Titanic che in quella occasione finì in un buco nero a causa del suo conducente Zapp Brannigan.
- John Zoidberg, voce originale di Billy West, italiana di Claudio Fattoretto (ep. 1-7×06), Angelo Nicotra (ep. 7×07-7×26) e Paolo Marchese (st. 8+).
Un alieno del pianeta Decapod 10, somigliante ad una grossa aragosta antropomorfa, dichiara più volte di essere un totano, anche se nel corso della serie gli autori gli hanno attribuito via via caratteristiche di varie creature marine, come il getto d'inchiostro delle piovre o la capacità di produrre perle come le ostriche. Responsabile medico della Planet Express, non ha la minima conoscenza di anatomia umana (nel suo studio medico tiene un atlante anatomico appeso a testa in giù): per questo non è riuscito a diventare un ricco dottore, come nei suoi sogni. Vorace divoratore di qualsiasi cosa, è un vecchio amico del professor Farnsworth. Durante il suo periodo di accoppiamento diventa violento, e deve recarsi nel suo pianeta natale per accoppiarsi. Qui, accecato dall'amore sfida e quasi uccide Fry (parodiando l'episodio della serie classica di Star Trek Il duello).[35] È caratterizzato dalla perenne solitudine, dovuta alla sua povertà e dal ribrezzo che ispira negli altri, la catastrofica goffaggine, che lo porta a distruggere o danneggiare ogni oggetto che tocca la sua estrema voracità. Quando si sente minacciato, solleva la cresta, sputa inchiostro e poi fugge camminando di lato, come i granchi.
- Amy Wong, voce originale di Lauren Tom, italiana di Rossella Acerbo.
Una studentessa dell'Università Marziana che lavora alla Planet Express come assistente del Professor Farnsworth. Quest'ultimo la ha assunta perché ha il suo stesso gruppo sanguigno. I suoi genitori, Inez e Leo (parodia delle coppie asiatiche di mezza età, ricche, materialiste e ossessionate dalla discendenza), possiedono l'emisfero occidentale di Marte, sul quale allevano scaramucche e la ossessionano perché si sposi e dia loro numerosi nipotini. È una ragazza piuttosto stramba, superficiale e vanitosa. È fidanzata con Kif Kroker, il paziente e compito attendente di Zapp Brannigan; a seguito del peculiare metodo di riproduzione della specie di Kroker, Amy è stata fondamentale nella "produzione" di una nidiata di girini (la cui gestazione è però condotta dal maschio della coppia), attualmente in fase di evoluzione su un lontano pianeta.
- Mordicchio (in originale: Nibbler), voce originale di Frank Welker, italiana di David Chevalier (st. 1-7), Massimo De Ambrosis (in Futurama - Il colpo grosso di Bender) e Stefano Alessandroni (st. 8+).
L'animaletto domestico di Leela. Divora qualsiasi cosa trasformandola in materia oscura, utilizzata come carburante per astronavi. All'apparenza stupido, in realtà appartiene al popolo avanzatissimo ed esistente dall'inizio dei tempi dei mordicchiani, presso i quali è considerato un nobile, tanto da essere insignito del titolo di Lord Mordicchio. Come dichiarato da lui stesso, quando venne creato l'Universo, la sua razza aveva già 17 anni. È stato lui a pilotare la caduta di Fry nella capsula criogenica per far sì che arrivasse nel 3000.[36][37] È stato trovato in una missione di salvataggio delle specie che popolavano un pianeta prossimo al collasso gravitazionale (Vergon 6): Mordicchio fu fatto salire sulla Planet Express insieme a tutti gli altri animali minacciati dall'evento. Prima della partenza l'animaletto mangiò tutti gli altri, producendo però così la materia oscura necessaria per la fuga dal pianeta, ormai in fase di implosione.[38]

## Produzione

### Ideazione e sviluppo
Verso la metà degli anni novanta, in seguito al successo de I Simpson, l'emittente Fox, chiese a Matt Groening di creare una nuova serie animata.

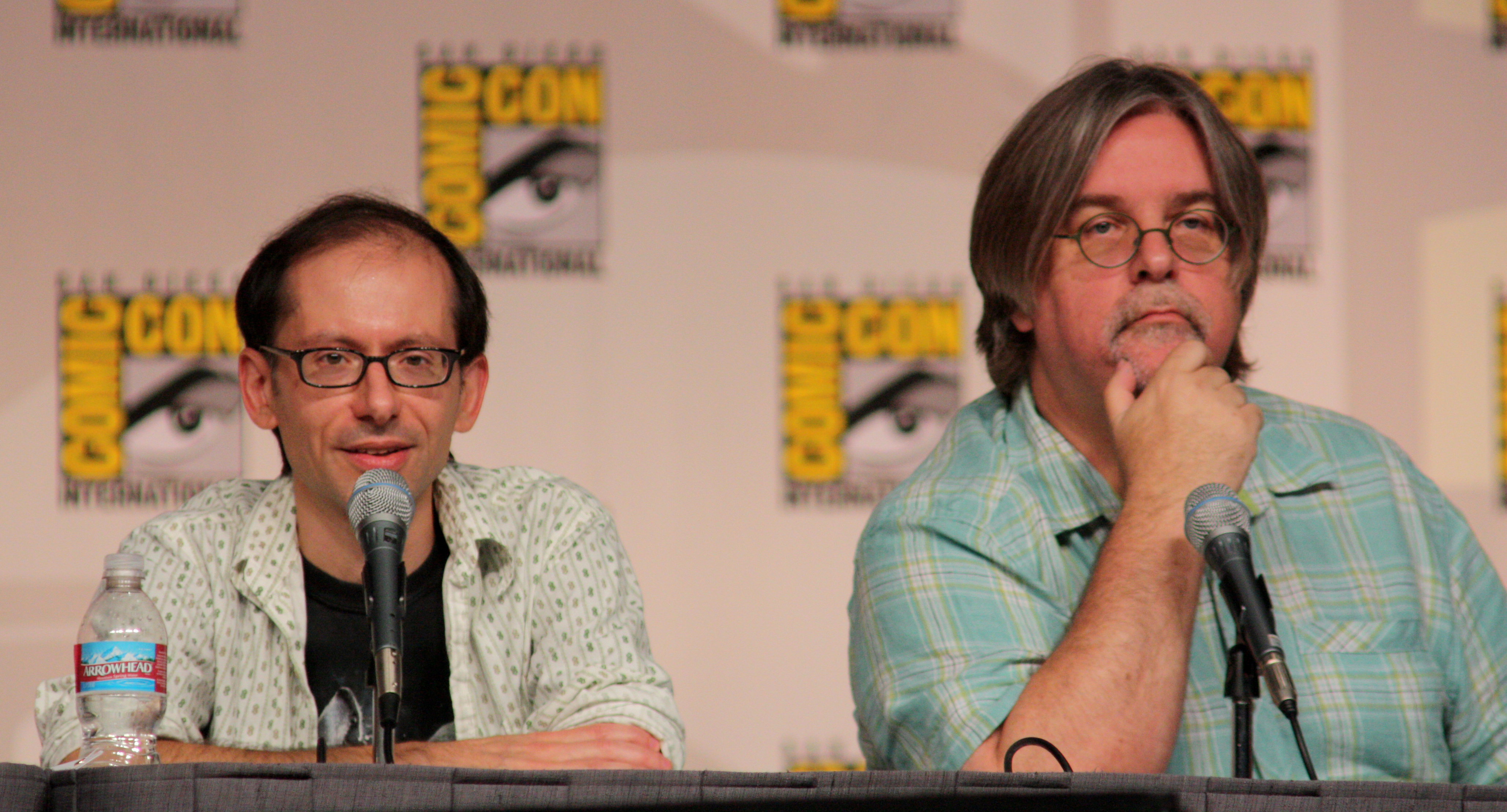
I produttori della serie animata, David X. Cohen e Matt Groening

Nel 1996 assunse David X. Cohen, sceneggiatore e produttore televisivo (oltre ad aver scritto numerosi episodi de I Simpson), per aiutarlo nello sviluppo e nella creazione della serie. I due avevano pensato a una serie futuristica, ma questo richiedeva delle conoscenze fantascientifiche per realizzare il mondo nel futuro. Per creare questo spesero molto tempo in libri di fantascienza, show televisivi e film. Nell'aprile del 1998, Groening e Cohen avevano creato diversi personaggi e molte trame, e successivamente lanciarono la serie su Fox. Groening ha descritto il faticoso lavoro svolto per la serie come la peggiore esperienza della sua vita da adulto.
L'idea della serie non piacque immediatamente alla Fox, tanto che il primo episodio, Pilota spaziale 3000, fu autoprodotta da Groening e solo successivamente approvato dal network, con le spese rimborsate all'autore. Durante il lancio della serie, la Fox ordinò la creazione di tredici episodi. Successivamente, però, l'emittente ipotizzò che i temi di Futurama non fossero adatti per la rete; al contrario, Groening sosteneva invece che fossero adatti al network. Infatti la Fox pensava che il concetto delle cabine suicidio e dei comportamenti anti-sociali di Bender e del Dottor Zoidberg non fossero adatti al pubblico. L'episodio Io, coinquilino è stato realizzato apposta per soddisfare le richieste della Fox. Al network non è piaciuto, ma dopo alcune trattative Groening ha ottenuto l'indipendenza di Futurama.
Il titolo deriva da un padiglione della fiera di New York del 1939. Progettato da Norman Bel Geddes, il padiglione Futurama ha raffigurato come si sarebbe immaginato il mondo nel 1959, cioè 20 anni dopo.

### Animazione

Un'esplosione generata in CGI nell'episodio Miele Amaro

Il processo di creazione per un singolo episodio di Futurama è stato calcolato tra i sei e i nove mesi, dalla discussione di gruppo degli sceneggiatori all'animazione, di cui è responsabile la Rough Draft Studios. Quest’ultima, per animare la serie, riceve dai produttori la sceneggiatura completa di un episodio oltre alla storyboard realizzata con più di 100 disegni. Dopo aver ricevuto l'episodio, lo studio realizza un’animazione molto approssimata chiamata Animatic disegnata con almeno 1000 fotogrammi.
Oltre al tradizionale disegno a storyboard, la Rough Draft Studios usa spesso la CGI per scene veloci o complesse, come ad esempio il movimento delle astronavi, le esplosioni, le nebulose e i buchi neri, e le scene dove nevica. Per esempio la sigla di apertura è realizzata interamente in CGI. I personaggi in CGI hanno un aspetto leggermente diverso e sono disegnati primitivamente con linee che escono dal disegno per sottolineare i tratti particolareggiati dei visi e delle facce.
La serie è stata realizzata a bassa definizione con aspect ratio 4:3, soltanto dalla stagione 5 con l’inizio del film Il colpo grosso di Bender la serie è passata ad alta definizione e in 16:9.

### Casting

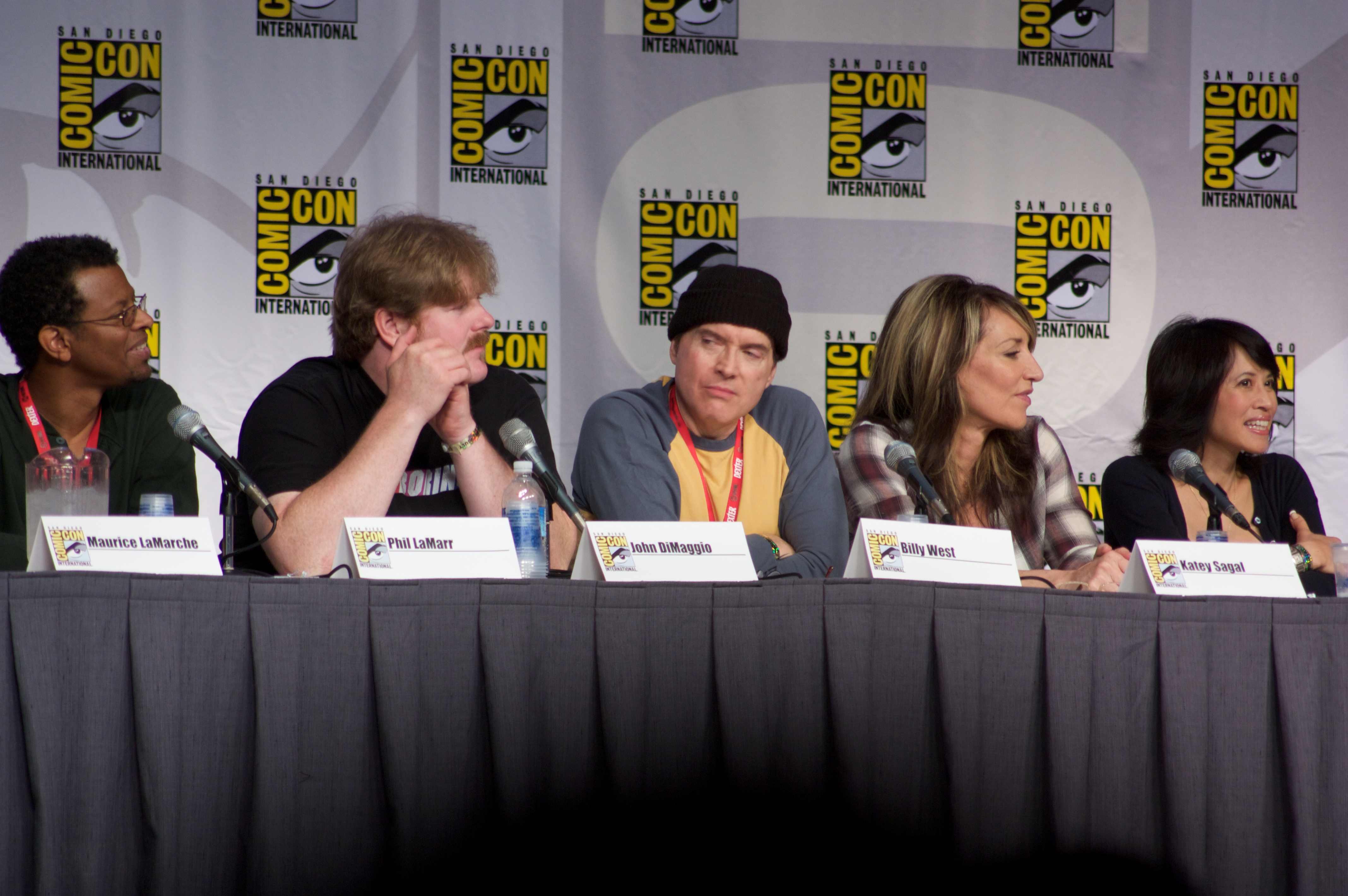
Il cast di Futurama al Comic-Con 2009

Il cast principale di Futurama è formato da otto membri. Billy West doppia le voci di Philip J. Fry, del professor Farnsworth, del dottor Zoidberg, di Zapp Brannigan e altri personaggi occasionali. West era stato selezionato per il ruolo di Fry, che però fu dato a Charlie Schlatter, un suo amico. A causa di un cambiamento del cast, il ruolo fu ceduto a Billy West. La voce di Fry fu infatti modificata volontariamente in modo che nessuno potesse copiarla o imitarla. La voce del dottor Zoidberg invece è ispirata a Lou Jacobi e George Jessel. Il personaggio Zapp Brannigan fu creato per essere originariamente doppiato da Phil Hartman, ma nel 1998, Hartman morì assassinato dalla moglie e il ruolo fu ceduto a Billy West. Egli ha affermato che ha cercato di imitare al meglio la voce di Hartman insieme a quella di alcuni annunciatori "stupidi" conosciuti da lui.
Katey Sagal presta la voce esclusivamente al personaggio Turanga Leela, ed è infatti, l'unico membro del cast a doppiare un solo personaggio della serie. Il ruolo di Leela è stato originariamente assegnato a Nicole Sullivan.
John DiMaggio è il doppiatore di Bender e di altri personaggi secondari. Bender è stato il personaggio più difficile da lanciare con la serie, poiché i creatori non riuscirono a scegliere il giusto tono della sua voce. In origine, DiMaggio fece il provino per il professor Farnsworth usando la stessa caratterizzazione di Bender. Provinò anche per Bender ma con voce diversa. DiMaggio descrive la voce di Bender come quella di una persona ubriaca.
Tress MacNeille presta la sua voce a Mamma e ad altri personaggi minori. Maurice LaMarche invece, presta la voce a Kif Kroker e a vari personaggi di supporto. LaMarche ha vinto l'Emmy Award 2011 per la sua performance dell'alieno Lrrr e Orson Welles nell'episodio Lrrrinconcigliabili Ndndifferenze. Lauren Tom dà la voce a Amy Wong, mentre Phil LaMarr dà la voce a Hermes Conrad. David Herman doppia personaggi secondari come Scruffy e altri.
Nelle prime quattro stagioni, Maurice LaMarche faceva parte del cast che doppiava i personaggi secondari, mentre Lauren Tom, Phil LaMarr e David Herman erano considerate guest star anche se apparivano in ogni episodio. Loro vennero poi promossi al cast principale a partire dalla quinta stagione.
Oltre al cast principale le voci sono doppiate da altre persone: Frank Welker dà la voce a Mordicchio, Kath Soucie e Danny Jacobs, invece danno la loro voce a personaggi secondari. Come ne I Simpson, molti episodi ospitano varie persone come guest star: attori, animatori, musicisti e scienziati. Le guest star che sono solite comparire sono: Dawnn Lewis, Tom Kenny, Phil Hendrie, Dan Castellaneta, Coolio, Al Gore, Stephen Hawking e molti altri.

### La cancellazione da parte della Fox e il ritorno
(David X. Cohen)
Matt Groening e David X. Cohen hanno voluto che la Fox mandasse in onda la serie alle 20:30 di domenica, seguito da I Simpson, ma l'emittente rifiutò. Infatti, voleva che Futurama andasse in onda con due puntate la notte di domenica per spostare successivamente lo spettacolo in modo regolare il martedì. All’iniziare della seconda stagione, però, è stato nuovamente spostato alle 20:30 di domenica per poi essere spostato a metà stagione alle 19. Questo successe anche con la terza stagione. Anche la quarta fu mandata in onda in modo irregolare, questo fatto è stato proprio citato nella sigla dell'ultima puntata Musica dal profondo dove il sottotitolo diceva ci vediamo su un altro canale. Futurama era sempre anticipato da eventi sportivi importanti ed era quindi difficile prevedere quali episodi andavano in onda e soprattutto se andavano in onda. In realtà la serie non è mai stata cancellata ufficialmente poiché a metà produzione della quarta stagione, Fox ha deciso di smettere di acquistare gli episodi lasciando che andasse fuori produzione.
Nel 2005, Comedy Central ha deciso di acquistare i diritti della serie e mandò in onda le repliche. Grazie agli alti ascolti, la rete, ha discusso con i produttori della possibilità di produrre nuovi episodi per il canale. L'emittente è riuscita ad ottenere la produzione di quattro film che sarebbero usciti in DVD e in seguito in televisione, divisi in 16 episodi che comprendono la quinta stagione. Poiché non erano previste altre stagioni, il film Nell'immenso verde profondo doveva segnare la fine di Futurama (come rappresentato dall'ultima scena del film). Tuttavia, Matt Groening ha rivelato che esprimeva un forte desiderio di continuare la serie come se fosse un film teatrale. In un'intervista con la CNN, Groening ha affermato che loro hanno un grande rapporto con Comedy Central, e che gli piacerebbe produrre nuovi episodi per la rete, ma queste sono solo voci.
Nel giugno 2009, 20th Century Fox ha annunciato che Comedy Central aveva rinnovato la serie con 26 nuovi episodi da mezz'ora che andrebbero a formare la sesta stagione, cominciando ad essere trasmessi dal 24 giugno 2010, mentre in Italia questi episodi sono arrivati due anni dopo su Italia 1. È stato annunciato, inoltre, che sarebbero tornati i doppiatori originali come Billy West, John Di Maggio e Katey Sagal. Verso la fine di un messaggio da parte di Maurice LaMarche, viene ufficialmente annunciato che il cast di doppiatori originale sarebbe tornato per i nuovi episodi. Infatti il cast originale tornò. Inoltre, David X. Cohen ha affermato al Newsday che nel mese di agosto 2009 sarebbero stati approvati 26 nuovi episodi. La rete Fox si è ritrovata abbastanza contrariata nello scoprire l'avanzamento della serie.
Il 24 giugno 2010, iniziò negli USA la sesta stagione su Comedy Central. La serie ebbe un successo enorme tra le trasmissioni notturne della rete, per gli alti ascolti. L'episodio con ascolti più alti è stato l'episodio Rinascita con 2,92 milioni di ascolti con l'1,6% di share. Nel marzo del 2011, Comedy Central ha rinnovato la serie per una settima stagione composta da 26 episodi. La serie va in onda negli Stati Uniti, dal 20 giugno 2012 fino al 2013.
I produttori, inizialmente, non erano a conoscenza se la serie sarebbe proseguita con la settima stagione e per questo motivo, gli episodi Musica dal profondo, Nell'immenso verde profondo (parte IV) e Overclockwise sono stati mandati in onda con un finale che doveva segnare la fine.
Il 9 febbraio 2022 viene annunciato il revival della serie composto da 20 episodi in arrivo nel 2023 sulla piattaforma streaming statunitense Hulu. Dapprima unica, lo sciopero degli sceneggiatori indetto nel corso del 2023 ha rallentato le cose, dividendo la stagione in due parti: la prima dal 24 luglio 2023 distribuita settimanalmente mentre la seconda con la stessa modalità, nel luglio 2024.

### Tecnologia

La versione di Futurama della bandiera della Terra

Sono moltissimi gli elementi di innovazione tecnologica all'interno della serie. Alcuni sono volute distorsioni di realtà contemporanee, altri sono originali invenzioni. Come ne I Flintstones, tutti gli oggetti di uso comune erano sostituiti da equivalenti animali o preistorici, in Futurama ciò che non è nuovo e futuristico viene comunque riletto in chiave fantascientifica, come a giustificare l'aspetto o la funzionalità apparentemente antidiluviana (consideriamo l'anno di ambientazione, il 3000) con un elemento di tecnologia innovativa. Esempi lampanti sono la televisione, che mantiene l'aspetto e il funzionamento di quelle odierne, la macchina del caffè, il tritarifiuti, ecc; tutti questi oggetti prima o poi rivelano dietro la patina di normalità la loro essenza robotica: come il televisore che prende a calci Fry dopo un intervento sulla "violenza della TV".

#### La navetta Planet Express
Costruita dallo stesso professor Farnsworth, la navetta è alimentata dalla materia oscura, un tipo di combustibile largamente diffuso sul pianeta Vergon 6 e, come si scoprirà in seguito, prodotto come escremento dai mordicchiani. Capace di spostamenti molto rapidi (impiega 3 secondi per raggiungere la Luna), il cuore dell'astronave è costituito dagli incredibili motori di cui è dotata, capaci di mantenerla immobile e di spostare l'universo attorno a essa (tecnologia simile al teorico motore a curvatura).
Nella quarta stagione rivela inoltre la presenza di una intelligenza artificiale (parodia di HAL 9000 di 2001: Odissea nello spazio), che opportunamente impostata su personalità femminile finirà per avere una pericolosa relazione con l'infedele Bender.

#### Le teste
Uno degli elementi costanti è la presenza di celebrità: tali personaggi sono arrivati nel futuro grazie a una tecnologia (inventata da Ron Popeil, come dichiara lui stesso) che consente di separare le teste dal resto del corpo e di conservarle, vive e attive, a tempo indeterminato all'interno di contenitori cilindrici trasparenti pieni di un liquido dalla formula chimica: H2OGfat. La maggior parte di questi contenitori è radunata all'interno del museo delle teste, dove si trovano politici, atleti, attori e ogni sorta di personaggio famoso del ventesimo secolo e non solo. Benché immersi in questo liquido, questi personaggi riescono ugualmente a parlare e sono inoltre in grado di controllare alcuni servomeccanismi tramite una connessione alla base del contenitore: in alcuni casi si vedono queste teste sottovetro montate su corpi robotici o altri dispositivi, come quando Richard Nixon compra il corpo metallico di Bender a un banco dei pegni, o come il minijet dell'imperatore della luna Al Gore. Nella sesta stagione viene spiegato che nel liquido che viene usato per conservare le teste, vi è la presenza di un minerale particolare scoperto nelle profondità della terra e quando viene polverizzato e mischiato nell'acqua, genera una sorta di bolla spazio-temporale che tiene in vita la testa al suo interno.
Una prima versione delle teste era già apparsa in un episodio de I Simpson, nel quale Bart si immaginava di partecipare a un quiz del futuro nel quale compariva questa tecnologia. Nella prima puntata di Futurama appare anche la testa dello stesso Matt Groening.

### Crossover
Nel 2014, la Fox ha realizzato un crossover dei personaggi della serie con quelli de I Simpson nell'episodio della ventiseiesima stagione Simpsorama, in cui Bender ritorna al passato per uccidere Homer, responsabile di future conseguenze dannose.

## Colonna sonora
Il tema della sigla e la colonna sonora della serie sono stati composti da Christopher Tyng sulla base di Psyché Rock di Pierre Henry e Michel Colombier.
All'inizio della sigla di apertura, sotto il logo del titolo della serie compaiono in sovraimpressione delle scritte sarcastiche differenti per ogni episodio. A partire dalla terza stagione, ci sono alcune puntate in cui la sigla viene preceduta da una sorta di sponsorizzazione della serie da un prodotto del futuro. Invece nella parte finale, nel maxi-schermo su cui si scontra la navetta della Planet Express, vengono visualizzate alcune brevi scene di classici dell'animazione del passato, come Felix the Cat. Nel film Futurama - Il colpo grosso di Bender la sequenza animata è proprio quella in cui Fry viene congelato nella prima puntata.

## Distribuzione

### Trasmissione internazionale
| Paese           | Lingua                    | Canali                                                                                       |
| Paese           | Lingua                    | Prima TV                                                                                     |
| --------------- | ------------------------- | -------------------------------------------------------------------------------------------- |
| USA             | Inglese                   | Fox (ep. 1x1-4x18) Comedy Central (ep. 5x1+)                                                 |
| Italia          | Italiano                  | Italia 1 (ep 1x1-3x2, 3x4-6x1, 6x3, 6x5+) Fox (ep. 3x3) Fox Animation (ep. 6x2, 6x4)         |
| Spagna          | Spagnolo (Spagna)         | Fox La Sexta Neox                                                                            |
| Messico         | Spagnolo (America Latina) | Azteca 7                                                                                     |
| Costa Rica      | Spagnolo (America Latina) | Repretel                                                                                     |
| Canada          | Inglese                   | YTV Teletoon (Teletoon at Night) Global Television                                           |
| Canada          | Francese (Québec)         | Télétoon                                                                                     |
| Germania        | Tedesco                   | ProSieben                                                                                    |
| Francia         | Francese (Francia)        | Canal+ TPS NRJ 12                                                                            |
| Polonia         | Polacco                   | VIVA (2012-2014) Comedy Central Polska (2012-2015) MTV Polska (2013) FX Comedy Polska (2021) |
| Ucraina         | Ucraino                   | M1 (2007-2009) QTV (2010-2016) UFO Tv (2018-presente)                                        |
| Svezia          | Svedese                   | TV4 TV400                                                                                    |
| Finlandia       | Finlandese                | MTV3 Sub FOX                                                                                 |
| Ungheria        | Ungherese                 | Viasat3 Viasat 6 Humor +                                                                     |
| Regno Unito     | Inglese                   | Sky1 Channel 4                                                                               |
| Portogallo      | Portoghese                | Fox                                                                                          |
| Russia          | Russo                     | RENTV                                                                                        |
| Romania         | Rumeno                    | TVR1 TVR2                                                                                    |
| Malaysia        | Malese                    | TV3 8TV                                                                                      |
| Repubblica ceca | Ceco                      | Tv Prima                                                                                     |
| Israele         | ebraico                   | Super World Beep                                                                             |
| Slovenia        | sloveno                   | RTV Slovenija                                                                                |
| Lettonia        | Lettone                   | MTV Lettonia                                                                                 |

### Edizione italiana
L'edizione italiana è stata curata da Ludovica Bonanome per le prime sei stagioni e da Paola Curcio per la settima. Il doppiaggio viene eseguito dalla CDC Sefit Group, sotto la direzione di Giorgio Lopez per le prime sette stagioni, ad eccezione della quinta (i film) diretta da Roberto Gammino e di Fabrizio Manfredi per l'ottava. I dialoghi sono invece ad opera di Luigi Calabrò (coadiuvato da Nicola Marcucci per la sesta e la settima stagione).

## Altri media

### Fumetti
Esistono una versione a fumetti della serie intitolata Futurama Comics e pubblicata dalla Bongo Comics a partire dal 2000 negli Stati Uniti, nel Regno Unito e in Australia.

### Lungometraggi
Dalla serie TV, sono stati estratti quattro lungometraggi: Il colpo grosso di Bender, La bestia con un miliardo di schiene, Il gioco di Bender e Nell'immenso verde profondo. Nati per rilanciare la popolarità della serie, sono stati poi separati in quattro episodi per film per creare la quinta stagione della serie.
All'edizione 2009 del Comic-Con, Matt Groening ha annunciato l'intenzione di trasporre la serie per il cinema, aggiungendo comunque che è presto per parlarne ulteriormente. L'8 settembre 2023, la produttrice esecutiva della serie, Claudia Katz, ha aperto alla possibilità futura di un ritorno della serie al cinema, accennando ad una possibile uscita sul "grande schermo".

### Videogiochi
Nell'agosto 2003 è uscito un videogioco d'azione e avventura per Sony PlayStation 2 e Microsoft Xbox intitolato semplicemente Futurama.
Il 28 giugno 2017 è uscito Futurama Worlds of Tomorrow per i sistemi iOS e Android, sviluppato da TinyCo e Jam City e scritto dagli stessi creatori del cartone, Matt Groening e David X. Cohen.

## Citazioni e omaggi
- Nella serie sono presenti alcuni easter egg[49][50][51][52]: il numero 1729 legato al matematico G.H. Hardy; alcune citazioni letterarie come il racconto del 1936 di H.P. Lovecraft The Shadow Out Of Time, il romanzo di Kurt Vonnegut La culla del gatto, la serie di fantascienza degli anni settanta Spazio 1999 e la serie francese Le straordinarie avventure di Adèle Blanc-Sec; in un episodio viene citato il Cygnus X-1 (una delle prime stelle a essere considerata un buco nero) e in un altro episodio il processore 6502 (noto come il microprocessore utilizzato da Steve Wozniak per costruire il computer Apple II nel 1977); In Rebirth c'è una scena in cui Bender, Leela e Fry vanno a visitare un club di New New York chiamato Studio 1²2¹3³, un riferimento allo Studio 54, un vero nightclub di New York famoso negli anni settanta; uno dei libri visibili in un episodio è How I Conquered Your Planet, un vero libro scritto dall'ex sceneggiatore de I Simpson John Swartzwelder; In vari episodi si vede un ritratto di Zapp Brannigan appeso al muro, un riferimento al ritratto presidenziale di John F. Kennedy; Nell'episodio Obsoletely Fabulous, Bender incontra un gruppo di robot considerati obsoleti. Uno di questi si chiama Sinclair 2K, un riferimento al computer Timex Sinclair 1000 del 1982; Nell'episodio Fear of a Bot Planet, l'equipaggio si reca su un pianeta chiamato Chapek 9, un riferimento allo scrittore ceco Karel Œapek, che per primo ha coniato il termine robot; Nell'episodio Processore accelerato dell'ottava stagione (DVD), durante una scena in prigione, è visibile alle spalle del Professor Farnsworth il graffito di Kilroy, famoso meme diffuso dai soldati americani durante la Seconda guerra mondiale.